# Federico Guillermo de Gran Bretaña
Federico Guillermo de Hannover (13 de mayo de 1750, Westminster - 29 de diciembre de 1765, Westminster) fue un príncipe británico, y hermano del rey Jorge III del Reino Unido y de la reina Carolina Matilde de Dinamarca. Era miembro de la  Familia Real Británica, nieto del Rey Jorge II y hermano menor del Rey Jorge III.

## Biografía
Fue el menor de los nueve hijos de Federico Luis de Gales y de su esposa Augusta de Sajonia-Gotha.
El príncipe sufrió desde su nacimiento de mala salud y de una constitución física inestable, lo que lo limitó significativamente. Por lo tanto, se dedicó principalmente a los libros. Horace Walpole lo describió como "un chico apuesto y prometedor".
Murió al igual que sus hermanas Isabel y Luisa, en plena juventud, concretamente a la edad de quince años, el 29 de diciembre de 1765 en Leicester House y su funeral se llevó a cabo el 4 de enero del año siguiente; recibió como homenaje póstumo el escudo real británico de armas de la dinastía Hanoveriana con una plata con cinco puntas (la punta central está cargada de una flor de lis y de una rosa de gusano.)